# Gorniak
Gorniak (en russe : Горняк) est une ville du kraï de l'Altaï, en Russie, dans le raïon Loktevski. Sa population s'élevait à 13 231 habitants en 2014.

## Géographie
Gorniak est située dans le sud de la Sibérie, à la frontière du Kazakhstan, à 63 km au sud-est de Roubtsovsk, à 306 km au sud-ouest de Barnaoul et à 2 909 km à l'est de Moscou.

## Histoire
À l'emplacement de l'actuelle ville de Gorniak, a été fondé au XVIIIe siècle le selo (village) de Zolotoukha (Золоту́ха). En 1942, une cité minière fut établie à la place du village et nommée Gorniak. Elle reçut le statut de commune urbaine en 1946 et le statut de ville en 1969.

## Population
Recensements (*) ou estimations de la population
| 1959*  | 1970*  | 1979*  | 1989*  | 2002*  |
| ------ | ------ | ------ | ------ | ------ |
| 13 866 | 16 643 | 15 967 | 15 833 | 15 779 |

| 2006   | 2010*  | 2012   | 2013   | 2014   |
| ------ | ------ | ------ | ------ | ------ |
| 15 577 | 13 918 | 13 649 | 13 462 | 13 231 |

## Économie
L'économie locale repose sur l'extraction et l'enrichissement des minerais de cuivre, de zinc et de plomb, réalisés par l'entreprise AO Altaïpolimetall (en russe : АО Алтайполиметалл). Gorniak compte également une usine de confection et des usines de transformation de la production agricole locale.